# Shaunna Hall
Shaunna Elizabeth Hall (28 de julio de 1963) es una guitarrista y compositora estadounidense, reconocida por ser uno de los miembros fundadores de la banda de rock 4 Non Blondes y por ser guitarrista de la agrupación Parliament-Funkadelic del músico George Clinton. Junto a Linda Perry, Wanda Day y Christa Hillhouse fundó la agrupación 4 Non Blondes, abandonando en 1992 durante la grabación del álbum Bigger, Better, Faster, More! debido a diferencias musicales con sus compañeras y con el productor David Tickle.
Más tarde fundó la banda de corta duración Bad Dog Play Dead. Luego se dedicó a componer canciones para otras bandas hasta que en 2002 empezó a salir de gira con el músico de funk George Clinton y su banda The Parliament-Funkadelic. Desde entonces, Hall ha tocado la guitarra con la banda en varias giras por los Estados Unidos, Canadá y Europa. Entre sus colaboraciones con otros músicos y bandas destacan producciones de Lee "Scratch" Perry, Eric McFadden, The Flying Other Bros. y Tribe 8.